# Žalm 91
Žalm 91 („Kdo v úkrytu Nejvyššího bydlí“, podle řeckého číslování 90) je součást biblické Knihy žalmů. Je znám také pod latinským incipitem Qui habitat. Nemá žádný nadpis. Podle židovské tradice však byl sepsán Mojžíšem a Talmud jej nazývá „Žalm sklíčených“. Midraš uvádí, že tento žalm zpíval Mojžíš, když vystupoval na horu Sinaj. Tam se měl totiž setkat s Bohem a slova žalmu jej měla při výstupu do duchovní říše chránit před démony. Kabalisté proto věří, že žalm je určen k ochraně před nehodou při meditaci, kdy prorok proniká do vyšších světů. V některých židovských kruzích je žalm též recitován při zvláštním pohřebním rituálu těsně předtím, než je zemřelý uložen do hrobu. Tento rituál, jenž je spojen s tanečním kruhem deseti mužů okolo már, souvisí s představami kabaly o sexuálním životě a posvátností lidského semene a má zabránit tomu, aby bylo tělo zemřelého zneužito démony, již byli zplozeni při poluci či případných onanických praktikách, jichž se zemřelý za svého života dopustil.

## Obsah
Obsahem žalmu je líčení toho, jak Bůh chrání své lidi před veškerým neštěstím. 

## Užití v liturgii
V židovské liturgii jde mimo jiné o podstatnou součást pohřebních obřadů a také šabatové ranní modlitby a modlitby pro ukončení šabatu. V římskokatolické církvi jde o součást modlitby kompletáře, v pravoslaví o součást časoslovu.